# Мерету, Джули
Джули Мерету (англ. Julie Mehretu; род. 1970, Аддис-Абеба, Эфиопия) — современная американская художница эфиопского происхождения, которая живет и работает в Нью-Йорке.

## Образование
- 1997 Школа дизайна Род-Айленда
- 1992 Колледж Каламазу
- 1990-91 Университет Шейка Анта Диопа, Дакар, Сенегал

## Творчество
- Джули Мерету известна благодаря насыщенным картинам большого формата. Например, Retopistics: A Renegade Excavation (2001) имеет размер 2,59х5,49 м. На работах Мерету слои акриловой краски пересекаются линиями, сделанными маркерами, карандашами и тушью. Её творчество вызывают целый ряд аналогий — от динамизма итальянских футуристов и геометрической абстракции до абстрактных экспрессионистов.
- Её крупнейшей настенной росписью является картина размером 24 на 7 метров в главном вестибюле небоскрёба 200 West Street в Нью-Йорке. За эту работу она получила пять миллионов долларов[5].
- Отправной точкой для Мерету является архитектура и современный город с ускоренным темпом жизни и густонаселенными улицами. На её холстах пересекаются и наслаиваются наброски архитектурных элементов, таких как колонны, фасады, портики, а также планы зданий и карты городов. Благодаря какофонии и динамике её работы передают скорость современного города, который при этом изображен такими «устаревшими» традиционными материалами, как карандаш и краска.
- Мерету участвовала в большом количестве международных групповых выставок, включая Стамбульскую биеннале (2003), Биеннале Уитни (2004), Биеннале Сан Пауло (2004), Биеннале Сиднея (2006).

## Персональные выставки
| - 2009 Julie Mehretu: Grey Area, Deutsche Guggenheim, Берлин - 2008 City Sitings, Williams College Art Gallery, Уильямстаун - 2008 City Sitings, North Carolina Museum of Art, Роли - 2007 Black City, Kunstverein Hanover, Ганновер - 2007 Black City, Louisiana Museum, Хумлебек, Дания - 2007 City Sitings, Институт искусств Детройта, Детройт - 2006 Black City, Музей современного искусства Кастилия-Леон, Леон, Испания - 2006 Heavy Weather, Crown Point Press, Сан-Франциско - 2006 Heavy Weather, The Print Center, Филадельфия | - 2005 Drawings, Projectile Gallery, Нью-Йорк - 2005 Currents 95: Джули Мерету, Художественный музей Сент-Луиса, Сент-Луис - 2004 carlier \| gebauer, Берлин - 2004 MATRIX 211, Manifestation, Университет Калифорнии, Художественный музей Беркли и Тихоокеанский киноархив, Беркли - 2003 Drawing into Painting, Walker Art Center, Миннеаполис; REDCAT, Лос-Анджелес и Albright-Knox Art Gallery, Буффало | - 2002 White Cube, Лондон - 2001 The Project, Нью-Йорк - 2001 Art Pace, Сан-Антонио - 1999 Module, Project Row Houses, Хьюстон - 1998 Barbara Davis Gallery, Хьюстон - 1996 Paintings, Sol Koffler Gallery, Школа дизайна Род-Айленда - 1995 Ancestral Reflections, Archive Gallery, Нью-Йорк; Hampshire College Gallery, Массачусетс |

## Гранты
| - 2007 Стипендия Американской Академии в Берлине - 2006 Школа дизайна Род-Айленда Alumni Council Artistic Achievement Award, Род-Айленд - 2005 MacArthur Fellow - 2005 American Art Award, Музей искусств Уитни, Нью-Йорк - 2005 Distinguished Alumni Achievement Award, Kalamazoo College, Каламазу - 2003 Artist-in-Residency, Walker Art Center, Миннеаполис - 2003 Artist-in-Residency, Headlands Center for the Arts, Саусалито, Калифорния | - 2003 Грант Фонда Джоан Митчелл - 2002 Грант Фонда Пенни Маккол - 2001 Грант Фонда Луиса Комфорта Тиффани - 2001 Программа AIR, Studio Museum in Harlem, Нью-Йорк - 2001 Pat Hearn Inaugural Award - 2001 Artists-in-Residence, Studio Museum in Harlem, Нью-Йорк - 1997-98 CORE Program, Glassell School of Art, Museum of Fine Arts, Houston - 1995-97 Школа дизайна Род-Айленда, Presidential Scholar Fall Tuition Award |

## Публичные коллекции
- Kupferstichkabinett, Берлин
- The Studio Museum in Harlem, Нью-Йорк
- Музей современного искусства, Нью-Йорк
- Музей современного искусства, Сан-Франциско